# Argyle (Texas)
Pour les articles homonymes, voir Argyle.
La ville d’Argyle est située dans le comté de Denton, dans l’État du Texas, aux États-Unis. Sa population s’élevait à 3 282 habitants lors du recensement de 2010, estimée à 4 006 habitants en 2016.

## Personnalités liées à la ville
- Carson Blair (né en 1989), joueur de baseball américain.

## Source
- (en) Cet article est partiellement ou en totalité issu de l’article de Wikipédia en anglais intitulé « Argyle, Texas » (voir la liste des auteurs).